# Khuất Duy Tiến
Khuất Duy Tiến (1910 – 11 tháng 2 năm 1984) là nhà hoạt động cách mạng, đảng viên Đảng Cộng sản Việt Nam, Đại biểu Quốc hội khóa I, nguyên Phó Bí thư Thành ủy Hà Nội, Phó Chủ tịch Ủy ban Hành chính thành phố Hà Nội những ngày đầu Cách mạng Tháng Tám và trong thời kỳ Kháng chiến chống Pháp.

## Tiểu sử và sự nghiệp
Ông quê ở thôn Thuần Mỹ, xã Trạch Mỹ Lộc, huyện Tùng Thiện, phủ Quảng Oai, tỉnh Sơn Tây (nay là huyện Phúc Thọ, thành phố Hà Nội). Ông là anh ruột của bà Khuất Thị Bảy (tức Khuất Thị Bưởi), cán bộ lão thành cách mạng, vợ nguyên Ủy viên Bộ Chính trị Hoàng Quốc Việt.
Sau khi học tiểu học ở quê, ông vào học Trường Bưởi tại Hà Nội song học đến năm thứ 3 thì bị đuổi học vì tham gia để tang chí sĩ Phan Chu Trinh và đòi thả chí sĩ Phan Bội Châu. Ông tiếp tục học Trường tư Trương Minh Sanh.
Năm 1927, ông đỗ trường Cao đẳng Thương mại Hà Nội.

## Hoạt động cách mạng trước năm 1945
Năm 1928, ông gia nhập Việt Nam Thanh niên Cách mạng Đồng chí Hội, hoạt động trong phong trào công nhân ở Nam Định.
Tháng 3-1930, ông là Tỉnh uỷ viên Tỉnh uỷ Nam Định, tháng 11 nǎm đó là Uỷ viên thường vụ Xứ uỷ Bắc Kỳ.
Năm 1930, ông gia nhập và trở thành đảng viên Đảng Cộng sản Đông Dương. Ông làm Bí thư Tỉnh ủy Nam Định kiêm Thái Bình.
Sau đó ông bị thực dân Pháp đày ra Côn Đảo 5 năm (1931-1936).
Những năm 1936 - 1939 ông trở về Hà nội làm báo Le Travail (Lao động) công khai của Đảng cùng với các ông Võ Nguyên Giáp, Trần Huy Liệu, Đặng Châu Tuệ, Trường Chinh, Hoàng Quốc Việt .
Năm 1938 Đảng Cộng sản Đông dương cử ông ra ứng cử Nghị viên Thành phố Hà nội và đạt số phiếu cao, nhưng thực dân Pháp hủy kết quả, đưa ông quản thúc ở quê.
Năm 1939 ông lại bị thực dân Pháp bắt và đày lên Căng Bắc Mê, Hà Giang.
Những năm thập niên 40, ông hoạt động phong trào Văn hóa cứu quốc cùng các ông Nguyễn Huy Tưởng, Nguyễn Hữu Đang, Như Phong, Nguyễn Đình Thi, Trần Quốc Hương.
Tháng 3-1945, khi Nhật đảo chính Pháp tại Đông dương, ông vượt ngục về Hà Nội chuẩn bị tham gia cướp chính quyền. Ông có bí danh là Cát, liên lạc vận động giới công thương Hà nội yêu nước đóng góp tài chính cho hoạt động cách mạng, trong đó có gia đình ông Trịnh Văn Bô.
Tháng 8 năm 1945, ông cùng nhà văn Nguyễn Đình Thi đại diện giới trí thức tham gia Quốc dân đại hội Tân Trào.

## Hoạt động cách mạng trong cuộc kháng chiến chống Pháp
Sau đó ông phụ trách Đoàn Thanh niên Tự vệ, Phó Bí thư Thành ủy Hà Nội kiêm Phó Chủ tịch Ủy ban Hành chính thành phố Hà Nội trong thời gian Bác sĩ Trần Duy Hưng làm Chủ tịch Ủy ban Hành chính, đóng góp rất nhiều công sức cho công tác xây dựng chính quyền thời kỳ đầu, tham gia nhiều công việc dân chính đảng khác nhau, quân sự, kinh tế, hành chính, đảng vụ.
Năm 1946 ông là Đại biểu Quốc hội Việt Nam khóa I đại diện khu vực Sơn Tây, Chủ tịch Ủy ban nghiên cứu đình chiến, Bí thư Thành bộ Việt Minh tại Hà nội.
Ngày 22 tháng 2 năm 1947 ông Khuất Duy Tiến, Phó Chủ tịch Ủy ban Hành chính Hà Nội, được cử kiêm Phó Cục trưởng Cục Chính trị Bộ Quốc phòng, Trưởng phòng Dân quân trong Cục Chính trị.
Tháng 7-1947, Uỷ ban kháng chiến và Uỷ ban Hành chính thành phố Hà Nội được hợp nhất thành Uỷ ban Hành chính kháng chiến Hà Nội gồm có năm người: 3 uỷ viên hành chính, 1 nhân viên, 1 uỷ viên quân sự. Tháng 10-1947, Uỷ ban Hành chính kháng chiến được đổi tên thành Uỷ ban Kháng chiến hành chính. Đến đây, Hà Nội đã có một chính quyền tập trung, thống nhất điều hành cuộc kháng chiến. Đây là hình thái chính quyền đặc thù, vừa làm chức năng lãnh đạo kháng chiến, vừa làm chức năng quản lý hành chính trong hoàn cảnh thành phố đã bị địch kiểm soát.,.Ông giữ cương vị Chủ tịch đến giữa năm 1947, người thay thế là ông Trần Lưu Phụng.
Tháng 8 năm 1947 ông làm Cục trưởng Cục Ngoại thương (Bộ Kinh tế),
Năm 1948 ông chuyển sang làm Đổng lý sự vụ Bộ Nội vụ một thời gian, sau đó làm Chủ tịch Ủy ban Hành chính Kháng chiến Khu Đặc biệt Hà Nội (sau khi Hà Nội sáp nhập với Hà đông và là một khu thuộc Liên khu III), cơ quan đóng tại khu vực Chợ Cháy, Xuân Tình, Trầm Lộng trên trục đường Cống Thần đi Ứng Hòa; Phó Bí thư Thành ủy Hà nội kiêm Trưởng ban Tuyên huấn.
Năm 1949 ông là Ủy viên thường vụ Đặc khu ủy Hà nội.
Năm 1952 ông giữ chức Ủy viên Ủy ban Kháng chiến Hành chính Liên khu IV.

## Tiếp quản Hà Nội
Năm 1954 khi chính quyền cách mạng tiếp quản Hà nội, ông được cử làm Ủy viên Ủy ban Hành chính Thành phố. Chủ tịch Ủy ban là bác sĩ Trần Duy Hưng, Phó chủ tịch là ông Trần Danh Tuyên. Năm 1955 - 1956 ông là Ủy viên Ban Chấp hành Đảng bộ thành phố Hà Nội.
Năm 1957, do sức khoẻ yếu, nên ông quyết định nghỉ hưu.
Ông mất tại Thành phố Hồ Chí Minh vào ngày 11/2/1984, thọ 74 tuổi.

## Vinh danh
Năm 2001 Hội đồng nhân dân thành phố Hà Nội đặt tên đường Khuất Duy Tiến, nối từ ngã tư Trần Duy Hưng - Đại lộ Thăng Long đến đường Nguyễn Trãi thuộc quận Thanh Xuân dài 1.700m, là một phần của vành đai 3. Trụ sở Ủy ban nhân dân quận Thanh Xuân nằm trên con đường này. Từ con đường nhỏ cỡ 7-10m đến 2009 tuyến đường được mở rộng lên khoảng 50-60m, đến 2012 có thêm đường cao tốc trên cao Mai Dịch - cầu Thanh Trì.